# کلی کرتیس
کلی کرتیس (انگلیسی: Kelly Curtis؛ زادهٔ ۱۷ ژوئن ۱۹۵۶) یک هنرپیشه اهل ایالات متحده آمریکا است. وی بین سال‌های ۱۹۸۳ تا ۱۹۹۹ میلادی فعالیت می‌کرد.

## بخشی از فیلمشناسی
- تقریباً مشهور (۲۰۰۰)
- مجردها (۱۹۹۲)